# Gabriel Bermúdez Castillo
Gabriel Bermúdez Castillo, escritor español de ciencia ficción, nació en Valencia el 29 de junio de 1934 pero siendo un niño su familia se trasladó a Zaragoza, donde se formó intelectual y artísticamente. En razón de su profesión ha residido en diversos puntos de la geografía hispana.
Notario en Almería, residía en Cartagena. Escritor reconocido con una larga trayectoria, que arranca en 1971. Cuenta con 12 obras publicadas, varios relatos y numerosos premios, entre los últimos el premio Ignotus a la mejor novela en dos ocasiones (1994 y 2002). Falleció en Elche el 19 de mayo de 2019.
La compilación El mundo Hókun, de 1971, es su primera incursión en la Ciencia Ficción. El autor vertió en cinco relatos, dos de los cuales eran novelas cortas (el que daba título a la antología y Amor en una isla verde, ganador de un premio en la Convención Europea celebrada aquel año en Trieste), las claves de toda su producción posterior. Amor en una isla verde es el primero que sitúa la acción en un planeta con recursos agotados, viviendo en un maremágnum de residuos y con un aire casi irrespirable. 1944 es un precedente de El señor de la Rueda, como El pulpo lo es de La piel del infinito. Por ello cabe destacar la importancia de la misma como estudio precursor de sus particulares universos. Gabriel Bermúdez fue uno de los pocos autores de aquella generación que se mantuvieron en activo hasta avanzada edad, y uno de los más conocidos escritores hispanos de Ciencia Ficción, que ha suscitado interés en las revistas del género, dónde se han dedicado números monográficos a su obra. Todo ello ha contribuido a que la figura de Bermúdez sea, en estos momentos, una de las más apreciadas en la Literatura Fantástica Española Contemporánea.
Algunos de sus relatos son considerados clásicos de la ciencia ficción hispana, así los cuentos La última lección sobre Cisneros (1978), donde la censura toma carta de naturaleza en el marco de una España sumergida irreparablemente en el ocaso final de los recursos planetarios; y sobre todo Cuestión de oportunidades (1982), una crítica a nuestras más bajas pasiones y las novelas Viaje a un planeta Wu-Wei (1976), el destierro de Sergio Amstrong de la "civilización" al "mundo salvaje", en realidad un viaje iniciático, y El señor de la Rueda (1978) en donde se nos muestra una sociedad pseudomedieval, escrita con un sentido del humor que la hacen memorable, han merecido toda suerte de elogios.
El señor de la Rueda ha sido adaptado a juego de rol por la editorial Epicismo y a través del portal de micromecenazgo Verkami, que además también ha reeditado la novela, gracias a una campaña de crowdfunding. En febrero de 2015 la editorial Pulpture lanzó a la venta un compendio de espada y brujería titulado Conjura, cuyo prólogo está a cargo de Gabriel Bermúdez. El libro Ingenios Mortales (Mortal Engines, de 2001) y la película homónima utilizan un escenario similar de vehículos ciudad en desplazamiento constante 3n busca de recursos.
El autor opta, en general en toda su obra, por involucrar de forma voluntaria al lector e incluso en la más clásica space opera (temática de aventuras interestelares) que incluye elementos de reflexión, que hacen que éste tome parte activa en la narración. Busca sus propias metas y hacer partícipe al lector de sus preocupaciones: la falta de libertad, la falta de comunicación y la vorágine de un consumismo desmesurado. En sus obras, Bermúdez no desprecia la tecnología sino la mala utilización de la misma.[cita requerida]